# Mahitzschen
Mahitzschen ist ein Ortsteil von Belgern-Schildau im Landkreis Nordsachsen in Sachsen.

## Lage
Mahitzschen liegt nordwestlich der Stadt Belgern an der Bundesstraße 182 in der Beckwitz-Belgernsche Talsand-Ebene am östlichen Rand der Dahlener Heide und am Ausläufer eines Altarmes der Elbe.

## Geschichte
Das Platzdorf mit der Gewannflur Mahitzschen wurde 1314 als Maschow erstmals genannt, dann wechselte der Ortsname, bis er 1791 so wie heute geschrieben wurde. 1507 bis 1880 wurde das Rittergut Mahitzschen erwähnt. 750 Hektar Land umfasste die Gemarkung. Ab 1314 war die übergeordnete Behörde das Amt Torgau, ab 1816 der Landkreis Torgau und seine Nachfolger.
Ab 1529 ist nachgewiesen, dass die Kirchgemeinde in Belgern pfarrte. Am 20. Juli 1950 wurde Döbeltitz eingemeindet. Die Gemeinde Mahitzschen wurde am 1. April 1993 nach Belgern eingegliedert. Seit dem 1. Januar 2013 gehört der Ort zu Belgern-Schildau.
An der Bahnstrecke Torgau–Belgern wurde 1971 die Ladestelle Mahitzschen geschlossen. Das Steingutwerk Belgern sorgte noch bis 1991 für die sporadische Nutzung der Bahnstrecke, die am 31. Dezember 1995 stillgelegt wurde. Im November 2004 begann der Rückbau.

## Entwicklung der Einwohnerzahl
| Jahr | Einwohnerzahl                                     |
| ---- | ------------------------------------------------- |
| 1529 | 8 besessene Mann, 7 Gärtner                       |
| 1551 | 15 besessene Mann, 22 Inwohner                    |
| 1747 | 12 besessene Mann, 6 Gärtner, 14 Häusler, 9 Hufen |
| 1818 | 164                                               |
| 1880 | 67 (Dorf) 28 (Rittergut)                          |

| Jahr | Einwohnerzahl             |
| ---- | ------------------------- |
| 1895 | 174 (Dorf) 16 (Rittergut) |
| 1910 | 207                       |
| 1925 | 262                       |
| 1939 | 246                       |

| Jahr   | Einwohnerzahl |
| ------ | ------------- |
| 1946   | 389           |
| 1950 1 | 586           |
| 1964 1 | 434           |
| 1990 1 | 384           |